# Hội đồng thống đốc IAEA
Hội đồng thống đốc Cơ quan Năng lượng Nguyên tử Quốc tế (IAEA) là một trong hai chính sách của cơ quan làm cho IAEA, cùng với Đại hội đồng IAEA hàng năm.
Hội đồng có 5 cuộc họp hàng năm, chịu trách nhiệm làm hầu hết các chính sách của IAEA. Hội đồng đưa ra khuyến cáo Đại hội đồng về các hoạt động và ngân sách của IAEA, chịu trách nhiệm xuất bản tiêu chuẩn của IAEA và bổ nhiệm Tổng giám đốc phải được chấp thuận Đại hội đồng.

## Thành viên
Hội đồng hiện tại (tháng 9 năm 2013-tháng 9 năm 2014) bao gồm 35 quốc gia thành viên của IAEA, đều có một lá phiếu. Mười ba thành viên đã được chỉ định bởi Hội đồng trước hoặc một trong mười quốc gia là tiên tiến nhất trong công nghệ năng lượng nguyên tử cộng thêm quốc gia tiên tiến nhất từ một trong số tám nhóm khu vực không được đại diện bởi mười quốc gia kia.
Hội đồng có 35 thành viên nhiệm kỳ 2012–2013: Algérie, Argentina, Úc, Áo, Bosnia và Herzegovina, Brasil, Canada, Cộng hòa Nhân dân Trung Hoa, Costa Rica, Phần Lan, Pháp, Đức, Hy Lạp, Ấn Độ, Nhật Bản, Kenya, Libya, Nigeria, Na Uy, Pakistan, Peru, Ba Lan, Qatar, Nga, Slovakia, Nam Phi, Sudan, Thụy Điển, Thái Lan, Các Tiểu vương quốc Ả Rập Thống nhất, Vương quốc Liên hiệp Anh và Bắc Ireland, Hoa Kỳ, Uruguay, Venezuela và Việt Nam. Chủ tịch Hội đồng thống đốc IAEA là từ Việt Nam, ông Nguyễn Thiệp.
| Nhóm khu vực                 | Đại diện |
| ---------------------------- | -------- |
| Mỹ Latinh                    | 5        |
| Tây Châu Âu                  | 4        |
| Đông Châu Âu                 | 3        |
| Châu Phi                     | 4        |
| Trung Đông & Nam Á           | 2        |
| Đông Nam Á & Thái Bình Dương | 1        |
| Viễn Đông                    | 1        |
| Tổng                         | 20       |

Hai đại diện:
1. luân phiên giữa Châu Phi, Trung Đông và Nam Á, Đông Nam Á và khu vực Thái Bình Dương
2. luân phiên giữa Trung Đông và Nam Á, Đông Nam Á và khu vực Thái Bình Dương, Viễn Đông[3]

## Thành phần
| Năm  | Mười quốc gia tiên tiến                                                                                      | Ba thêm                        | Tiếp tục                                                  | Được bầu bởi Đại hội đồng |
| ---- | --- | ------------------------------ | --------------------------------------------------------- | --- |
| 1957 | - | -                              | -                                                         | Argentina Úc Brasil Canada Tiệp Khắc Pháp Guatemala Ấn Độ Indonesia Ý Nhật Bản Hàn Quốc Pakistan Peru Bồ Đào Nha România Thụy Điển Thổ Nhĩ Kỳ Cộng hòa Nam Phi Liên Xô Cộng hòa Ả Rập Thống nhất Vương quốc Liên hiệp Anh và Bắc Ireland Hoa Kỳ |
| 1958 | Úc Brasil Canada Pháp Ấn Độ Nhật Bản Cộng hòa Nam Phi Liên Xô Vương quốc Liên hiệp Anh và Bắc Ireland Hoa Kỳ | Bỉ Đan Mạch Ba Lan             | Argentina Hàn Quốc Pakistan România Thổ Nhĩ Kỳ            | Hà Lan Cộng hòa Ả Rập Thống nhất Indonesia Venezuela Peru |
| 1959 | như trên | Tiệp Khắc Na Uy Bồ Đào Nha     | Hà Lan Cộng hòa Ả Rập Thống nhất Indonesia Venezuela Peru | Bulgaria Sri Lanka Philippines México Tây Ban Nha |
| 1960 | như trên | Bỉ Phần Lan Ba Lan             | Bulgaria Sri Lanka Philippines México Tây Ban Nha         | Iraq Thái Lan Argentina El Salvador Tây Đức |
| 1961 | như trên | Tiệp Khắc Bồ Đào Nha Thụy Điển | Iraq Thái Lan Argentina El Salvador Tây Đức               | Hungary Pakistan Việt Nam Colombia Hy Lạp |